# Mount Colah, New South Wales
region: upper north shore
Mount Colah este o suburbie în Sydney, Australia.